# Clish Brook
Clish Brook – strumień (brook) w kanadyjskiej prowincji Nowa Szkocja, w hrabstwie Pictou, płynący w kierunku zachodnim i uchodzący do zatoki Big Gut; nazwa urzędowo zatwierdzona 23 czerwca 1966.